# Semiothisa aequiferaria
Semiothisa aequiferaria là một loài bướm đêm trong họ Geometridae.